# Menjamel de Lady MacGregor
El menjamel de Lady MacGregor (Macgregoria pulchra) és un ocell de la família dels melifàgids (Meliphagidae) i única espècie del gènere Macgregoria De Vis, 1897.

## Hàbitat i distribució
Habita boscos del sud-est i oest de Nova Guinea.